# سيرج رينكو
سيرج رينكو (بالفرنسية: Serge Renko)‏ هو ممثل فرنسي، ولد في 1953.

## أعمال

### أفلام
- (2012) وداعا ملكتي[2]

## وصلات خارجية
- سيرج رينكو على موقع IMDb (الإنجليزية)
- سيرج رينكو على موقع ألو سيني (الفرنسية)
- سيرج رينكو على موقع أول موفي (الإنجليزية)
- سيرج رينكو على موقع قاعدة بيانات الفيلم (الإنجليزية)
- سيرج رينكو على موقع كينوبويسك (الروسية)